# Graham Chapman
Graham Arthur Chapman (Stoneygate, 1941. január 8. – Maidstone, 1989. október 4.) angol komikus, író és producer, a Monty Python csoport tagja, filmjeik közül kettőben, a Gyalog galoppban és a Brian életében főszereplő.

## Egyetemi évei és korai szerepei
Chapman Leicesterben született és Melton Mowbrayben nevelkedett. Itt járt gimnáziumba is, majd orvosnak tanult a cambridge-i Emmanuel College-ban majd a St Bartholomew's Hospital Medical College-ban. Megszerezte orvosi képzettségét, bár soha sem praktizált. Már ekkor érdekelte a színészet és a humor, évfolyamtársával, John Cleese-zel együtt kezdett komikus jelenetek írásával is foglalkozni.
Itt csatlakozott az egyetem Footlights nevű amatőr színjátszó csoportjához. Ekkoriban a tagok között volt John Cleese, Tim Brooke-Taylor, Bill Oddie, David Hatch, Jonathan Lynn, Humphrey Barclay és Jo Kendall. A Clump of Plinths című műsoruk edinburgh-i sikerén felbuzdulva a darabot Cambridge Circus névre keresztelték, és a londoni West Enden, később Új-Zélandon és a Broadwayn is felléptek. 1964 októberében az Ed Sullivan Showban is szerepeltek.

## Jelenetek írása a BBC műsoraiba
Az 1960-as években Cleese-zel hivatásos íróként dolgozott a BBC-nél, többek között a mindenütt jelen lévő David Frostnak és Marty Feldmannek. Chapman a BBC rádióműsorának, az I'm Sorry, I'll Read That Again-nek, a televíziós műsorok közül pedig a The Illustrated Weekly Hudd-nak (Roy Hudd főszereplésével), Cilla Blacknek, a This is Petula Clark-nak és a This is Tom Jones-nak is írt. Chapman, Cleese és Tim Brooke-Taylor ezután csatlakozott Marty Feldmanhoz az At Last the 1948 Show című televíziós sorozatban. Chapman (és alkalmanként Cleese) a hosszan futó Doctor in the House című sorozat forgatókönyv-írásába is bekapcsolódott. Több epizódot írt Bernard McKenna és David Scherlock segítségével.

## Monty Python Repülő Cirkusza
1969-ben Chapman és Cleese Terry Gilliam, Eric Idle, Terry Jones és Michael Palin társaságában megalakította a Monty Python csoportot, és elindították a Monty Python Repülő Cirkusza című sorozatot. A Chapman–Cleese páros nevéhez fűződik többek között a Hülye Járások Minisztériuma és a Döglött papagáj jelenet. Chapman egyik leghíresebb szerepe az Ezredes, egy dühös katonatiszt, aki a 4. részben a semmiből előkerülve folyton leállítja a jeleneteket, mondván azok túl hülyék. Ez a figura a későbbi epizódokban is feltűnt. 1973-ban Chapman elviselhetetlen természete miatt Cleese kiszállt a sorozatból, így Chapman egyedül, vagy Neil Innes és Douglas Adams segítségével írt jeleneteket a rövid negyedik szezonba. A Repülő Cirkusz után több film forgatókönyvén is dolgozott, ezek közül a legismertebbek: Out of the Trees, The Odd Job és a Sárgaszakáll (Yellowbeard), melyben szerepelt Cleese, Eric Idle, Peter Cook, Marty Feldman (aki a forgatás utolsó napjaiban halt meg) és David Bowie is.
Chapman két Python-filmben, a Gyalog galoppban és a Brian életében is a főszerepet kapta. Azért választották a Gyalog galopp főszerepére, mert a csoport tisztelte a színészi képességeit, és mert a többi tagja kisebb, viccesebb karaktereket akart eljátszani.
Az 1980-as évek elején visszatért Nagy-Britanniába.

## A Monty Python után
Tagja volt az extrém sportokkal foglalkozó Dangerous Sports Clubnak, amely először ismertette meg szélesebb közönséggel a bungee jumpingot. 1980-ban jelent meg önéletrajza, A Liar's Autobiography (Volume Six) [Egy hazug önéletrajza (hatodik kötet)], melyet négy társszerzővel együtt írt: David Sherlock, Alex Martin, David Yallop és Douglas Adams. (Adams csak azért szerepelt a szerzők között, mert a könyvbe Chapman némileg átalakítva részleteket vett át egy közösen írt műsorukból, az Out of the Trees-ből.) Az 1980-as években előadókörutakat tett.

## Magánélete
Élettársával, David Sherlock íróval, először 1966-ban találkozott, és élete végéig együtt maradtak. Fogadott fiuk John Tomiczek volt, később üzletvezetője is Chapman-nek. 
Barátai előtt nem, de a nagyközönség előtt sokáig titokban tartotta homoszexualitását. Önéletrajzi könyvében – sajátos humorával – így ír róla: világra jötte „nagy csalódás volt a szüleinek, akik egy fekete heteroszexuális zsidót vártak” (Graham Chapman: Egy hazug ember önéletrajza, VI. kötet).
Chapman 15 évesen kezdett el pipázni, ami életre szóló szokássá vált.  A Cambridge-ben és a St. Bartholomew's-ban töltött idő alatt kezdett el erősen inni, a gint részesítette előnyben. Mire Monty Python turnéra indult 1973-ban, Chapman alkoholfogyasztása már elkezdte befolyásolni a teljesítményét, ami miatt elmulasztotta a jelzéseket, hogy felmenjen a színpadra.  Ismeretes, hogy delírium tremensben (DT) szenvedett . 1977 karácsonyán abbahagyta az ivást, attól tartva, hogy nem fog sikeresen szerepelni a Brian élete című filmben , és ezek után élete végéig józan maradt. nagyon szűkös költségvetésből készülő Gyalog galopp forgatását meg kellett szakítani, mert Graham delirium tremensbe esett.

## Halála
1989-ben hunyt el mandularákban, amely a gerincére is átterjedt. Számos kezelés és műtét ellenére néhány hónapon belül meghalt. Halála utáni napon ünnepelte a Monty Python csoport a Flying Circus sorozat indulásának huszadik évfordulóját. Erre az alkalomra készített felvételeken szerepel utoljára. Terry Jones szerint „ilyen borzalmas módon még soha senki sem tett tönkre egy partit”. Ravatalánál John Cleese tartott rendhagyó beszédet. Őszinte, stílusos, mint a Monty Python.
„Azt hiszem, mindannyian azt gondoljuk, milyen szomorú, hogy egy ilyen tehetséges ember, aki képes volt a kedvességre, aki rendkívüli intelligenciával rendelkezett, most, hirtelen, csak 48 éves korában tűnt el, mielőtt megvalósította volna mindazt, amire képes volt, és mielőtt elég jól érezte volna magát. Nos, úgy érzem, azt kell mondanom, hogy nonszensz. Jó a szabadság neki, az ingyenélő gazember, remélem, égetik! És az az oka, hogy ezt kell mondanom, hogy soha nem bocsátana meg nekem, ha nem tenném, ha eldobnám ezt a ragyogó lehetőséget, hogy mindannyiótokat meglepjem az ő nevében. Bármit érte, de az értelmetlen jó ízlés nélkül."
Halálával véget értek a Monty Python újraegyesülésével kapcsolatos találgatások. Idle kijelentette: „csak akkor állunk ismét össze, ha Graham visszatér a halálból. Egyelőre tárgyalásokat folytatunk az ügynökével.”
Az öt életben maradt Python-tag úgy döntött, távol marad Chapman privát temetésétől, hogy ne váljon médiacirkusztá , és hogy a családjának egy kis magánéletet biztosítson. Egy Python láb formájú koszorút küldtek, a következő üzenettel: "Grahamnek a többi Pythontól teljes szeretetünkkel. Utóirat: Állíts meg minket, ha túlságosan bolondosak lennénk". 

## Magyarul
- Monty Python repülő cirkusza. Se kép, se hang; szöveg Graham Chapman et al., ford. Szentgyörgyi József; Cartaphilus, Bp., 2000
- Monty Python repülő cirkusza. Csak a szöveg, 1-2.; szöveg Graham Chapman et al., ford. Galla Miklós; Cartaphilus, Bp., 2002–2003
- Monty Python és a Szent Kehely. A film teljes szövegkönyve; szöveg Graham Chapman et al., ford. Galla Miklós, Bárány Ferenc; Cartaphilus, Bp., 2004
- Monty Python – Brian élete. A film teljes szövegkönyve; szöveg Graham Chapman et al., ford., szerk. Bárány Ferenc; Cartaphilus, Bp., 2005
- Az élet értelme. Monty Python. A film teljes szövegkönyve; nagyjátékfilm rend. Terry Jones, írta Graham Chapman et al., kísérőfilm rend. Terry Gilliam, ford. Galla Miklós, Bárány Ferenc; Cartaphilus, Bp., 2006
- Egy hazug ember önéletrajza. Hetedik kötet. A Monty Python-csoport legendás tagjának önéletrajzi regénye; ill. Jonathan Hills, utószó Eric Idle, ford. Baló András Márton; Cartaphilus, Bp., 2006

## Emlékezete
- 9617 Grahamchapman aszteroida